# Fluchtkogel
De Fluchtkogel is een 3497 meter (volgens andere bronnen 3500 meter) hoge bergtop in de Ötztaler Alpen in het Oostenrijkse Tirol.
De berg is gelegen in de Weißkam, boven de gletsjers Kesselwandferner en Guslarferner. De gemakkelijkste klim naar de top loopt in anderhalf uur vanaf het Brandenburger Haus over de Oberer Guslarjoch (lichte bergtocht over gletsjers). Sinds 2006 staat boven op de bergtop een gipfelkreuz.
Reeds in 1865 werd door Cyprian Granbichler een vergeefse poging gedaan om de top te bereiken. Pas vier jaar later, op 19 juli 1869 lukte het Valentin Kaltdorff, Franz Senn en J. Scholz samen met de berggidsen Alois Ennemoser en Gabriel Spechtenhauser wel.